# Chrysosoma nigrolimbatum
Chrysosoma nigrolimbatum är en tvåvingeart som först beskrevs av de Meijere 1913.  Chrysosoma nigrolimbatum ingår i släktet Chrysosoma och familjen styltflugor. Inga underarter finns listade i Catalogue of Life.